# Charles Paulet (2e duc de Bolton)
Charles Paulet (1661 - 21 janvier 1722) est Lord lieutenant d'Irlande, député de Hampshire et partisan de Guillaume III d'Orange.

## Biographie
Il est le fils de Charles Paulet (1er duc de Bolton), et de Mary Scrope, fille d'Emanuel Scrope (1er comte de Sunderland). À partir de 1675 (lorsque son père devient marquis de Winchester) à avril 1689 (date à laquelle son père est créé premier duc de Bolton), il est appelé comte de Wiltshire. De 1689 jusqu'à son accession au duché en 1699, il est appelé le marquis de Winchester.
Il est Lord Lieutenant du Hampshire et Dorset, commissaire chargé d’organiser l’union de l’Angleterre et de l’Écosse et est deux fois lord juge du royaume. Il est également Lord Chambellan et gouverneur de l'île de Wight.
Dans le tract de Jonathan Swift intitulé Remarques sur les personnages de la cour de la reine Anne, commentaire du livre Mémoires des services secrets de John Macky, en réponse à la déclaration de Macky selon laquelle le duc « ne fait actuellement aucune figure à la cour », La réponse dédaigneuse de Swift fut : « Ni nulle part ailleurs. Un grand fou ».

## Mariages et descendance
Charles s'est marié trois fois :
- le 10 juillet 1679, à Margaret Coventry (14 septembre 1657 - 7 février 1681/1682), fille de George Coventry (3e baron Coventry) et Margaret Tufton. Ils n'ont pas d'enfants.
- le 8 février 1682/1683, avec Frances Ramsden (baptisée du 14 juin 1661 - 22 novembre 1696), fille de William Ramsden et d'Elizabeth Palmes. Ils ont quatre enfants:
  - Lady Frances Powlett (décédée en 1715), épouse John Mordaunt (vicomte Mordaunt) (décédé en 1710) en 1708.
  - Charles Powlett (3e duc de Bolton) (3 septembre 1685 - 26 août 1754).
  - Harry Powlett (4e duc de Bolton) (24 juillet 1691 - 9 octobre 1759). Il épouse Catherine Parry (décédée le 25 avril 1744). Ils ont Charles Powlett (5e duc de Bolton), Harry Powlett (6e duc de Bolton) et des filles Catherine Paulett et Henrietta Paulett.
  - Lady Mary Powlett.
- vers 1697, Henrietta Crofts (décédée 27 février 1729/1730), fille naturelle de James Scott (1er duc de Monmouth) et Eleanor Needham. Ils ont eu un fils:
  - Nassau Powlett (décédé en 1741). Il épouse Isabella Tufton, fille de Thomas Tufton, 6e comte de Thanet et Lady Catherine Cavendish.